# Parroquia de Saint John (Antigua y Barbuda)
Saint John es un parroquia de Antigua y Barbuda en la isla de Antigua.
Tiene 14.121 habitantes según el censo del 2000 y un área de 73,8 km cuadrados y una densidad de 608,27 hab/km².
- Datos: Q548816
- Multimedia: Saint John Parish, Antigua and Barbuda / Q548816